# Február 9.
Február 9. az év 40. napja a Gergely-naptár szerint. Az évből még 325 (szökőévekben 326) nap van hátra.
Névnapok: Abigél, Alex + Aladdin, Aladin, Alarik, Apol, Apolka, Apollónia, Ciceró, Cirill, Donald, Erik, Erika, Erős, Hanga, Kirill, Marcián, Marián, Rajnald, Rex, Rinaldó, Ronald, Szabin

## Események

### Politikai események
- 474 – Trónra lép I. Zénó keletrómai császár.
- 1849 – A piski csata Erdélyben: Bem tábornok a piski hídnál megtámadja Puchner császári csapatait, és döntő vereséget mér rájuk.
- 1904 – A Togo admirális vezette japán flotta Port Arthur külső kikötőjében három orosz hadihajót harcképtelenné tesz. Ez az orosz–japán háború casus belliként szolgáló eseménye.
- 1918 – Ukrajna függetlenné válik, elszakad Szovjet-Oroszországtól. Békeszerződés Ukrajna és a központi hatalmak (Németország és az Osztrák–Magyar Monarchia) között.
- 1986 – Váratlan sikereket hoz az iráni haderőnek a „Hajnal VIII” hadművelet.
- 2008
  - A japán védelmi minisztérium közzéteszi, hogy egy orosz harci repülőgép rövid időre behatolt Japán légtérbe, a csendes-óceáni Idzu-szigetek déli része felett, Tokiótól 650 km-re délre, helyi idő szerint reggel fél nyolckor (közép-európai idő szerint 8-án éjjel fél tizenkettőkor).
  - Kudarcba fullad a cseh államfőválasztás, miután a harmadik fordulóban egyik jelölt sem szerzi meg a győzelemhez szükséges szavazatszámot. A pártelnökök megegyeznek, hogy 15-én megismétlik a választást.
  - A libanoni parlament – 14. alkalommal – ismételten elhalasztja az államfő megválasztását.

### Tudományos és gazdasági események
- 1994 – Csődbe megy a Lupis Brókerház, ez a magyarországi ún. brókerbotrány kezdete.
- 2000 – Az orosz Szojuz-Fregat rakéta első sikeres indítása.
- 2001 – Pristinában felavatják a magyar részről felajánlott Megelőző Egészségügyi Laboratóriumot.

### Kulturális események

#### Zenei események
- 1893 – Bemutatják a milánói La Scala operaházban Giuseppe Verdi háromfelvonásos vígoperáját a Falstaffot.

### Egyéb események
- 2012 - Csávoly településen mérték az év legalacsonyabb hőmérsékleti értékét. Ekkor -26,1 fokot mutattak a hőmérők.[1]

## Születések
- 1763 – I. Lajos badeni nagyherceg († 1830)
- 1773 – William Henry Harrison, az Amerikai Egyesült Államok 9. elnöke († 1841)
- 1775 – Bolyai Farkas erdélyi magyar matematikus († 1856)
- 1830 – Abdul-Aziz, az Oszmán Birodalom 33. szultánja († 1876)
- 1846 – Wilhelm Maybach német motortervező, feltaláló († 1929)
- 1880 – Fejér Lipót magyar matematikus († 1959)
- 1887 – Vaszilij Ivanovics Csapajev orosz katonatiszt († 1919)
- 1891 – Forster György magyar jogász, földbirtokos, országgyűlési képviselő († 1944)
- 1909 – Fergus Anderson brit autóversenyző († 1956)
- 1912 – Házi Tibor magyar asztaliteniszező, háromszoros világbajnok († 2000)
- 1922 – Komlós János magyar újságíró, kabaréigazgató, humorista, konferanszié, író, kritikus, műfordító, dramaturg († 1980)
- 1923 – Brendan Behan ír író és IRA aktivista († 1964)
- 1923 – Vizkelety László magyar közgazdász, az Országos Kéktúra megalapítója, távfutóedző († 2007)
- 1927 – Balla Ica Déryné- és Aase-díjas magyar színésznő, a Győri Nemzeti Színház örökös tagja († 2009)
- 1927 – Csinády István Jászai Mari-díjas magyar díszlettervező († 1981)
- 1928 – R. Várkonyi Ágnes Széchenyi-díjas magyar történész († 2014)
- 1930 – Petrovics Emil kétszeres Kossuth-díjas és kétszeres Erkel Ferenc-díjas magyar zeneszerző, érdemes és kiváló művész. († 2011)
- 1930 – Lengyel Sándor magyar grafikus († 1988)
- 1931 – Thomas Bernhard holland születésű osztrák író, drámaíró († 1989)
- 1933 – Lőrinczy Éva magyar színésznő († 2002)
- 1937 – Tony Maggs dél-afrikai autóversenyző († 2009)
- 1939 – Barbér Irén magyarországi szlovén író-, újságírónő († 2006)
- 1940 – John Maxwell Coetzee Nobel-díjas dél-afrikai író
- 1942 – Balogh István Sándor magyar kertészmérnök, szőlész
- 1943 – Kránitz Lajos Jászai Mari-díjas magyar színész († 2005)
- 1943 – Joe Pesci Oscar-díjas amerikai színész, komikus, énekes és zenész
- 1944 – Kovács Lajos Jászai Mari-díjas magyar színész, érdemes művész
- 1947 – Erdőss Pál Balázs Béla-díjas magyar filmrendező († 2007)
- 1950 – Bodnár István magyar televíziós rendező († 2008)
- 1951 – Bencsik András magyar újságíró, lapszerkesztő
- 1956 – Basa István magyar színész, bábszínész († 2018)
- 1962 – Kesjár Csaba magyar autóversenyző  († 1988)
- 1963 – Brian Greene amerikai fizikus
- 1963 – Lolo Ferrari francia fotómodell, színésznő († 2000)
- 1964 – Ernesto Valverde spanyol labdarúgó, edző
- 1972 – Rózsa Norbert olimpiai és világbajnok magyar úszó
- 1978 – Jancsó Dóra magyar színésznő
- 1981 – Tom Hiddleston angol színész
- 1983 – Keith Beavers kanadai úszó
- 1983 – Tarr Judit magyar színésznő
- 1985 – David Gallagher amerikai  színész
- 1987 – Bata Éva magyar színésznő
- 1987 – Michael B. Jordan amerikai színész

## Halálozások
- 1450 – Agnès Sorel (Sorel Ágnes) VII. Károly francia király hivatalos kegyencnője (* 1420 körül)
- 1568 – Balassa Menyhért magyar nagyúr, honti és barsi főispán, dunáninneni országos főkapitány (* 1511)
- 1588 – Alvaro de Bazan (Santa Cruz márki), spanyol admirális (* 1526)
- 1640 – IV. Murád, az Oszmán Birodalom 18. szultánja (* 1612)
- 1881 – Fjodor Mihajlovics Dosztojevszkij orosz író (* 1821)
- 1890 – Erdősi Imre piarista szerzetes, pedagógus, tábori lelkész (* 1814)
- 1932 – Bezdán József püspöki helynök, pápai prelátus (* 1866)
- 1957 – Horthy Miklós ellentengernagy, Magyarország kormányzója (* 1868)
- 1960 – Dohnányi Ernő zongoraművész zeneszerző, karmester, zongorapedagógus (* 1877)
- 1967 – Uzonyi György magyar ügyvéd, országgyűlési képviselő (* 1885)
- 1977 – Szergej Vlagyimirovics Iljusin szovjet repülőgéptervező mérnök (* 1894)
- 1978 – Hans Stuck német autóversenyző (* 1900)
- 1979 – Gábor Dénes magyar származású Nobel-díjas természettudós (* 1900)
- 1980 – Rosztyiszlav Jevgenyjevics Alekszejev szovjet mérnök, hajótervező (* 1916)
- 1981 – Bill Haley amerikai énekes (* 1925)
- 1990 – Hajmássy Miklós magyar színművész, színigazgató (* 1900)
- 1991 – id. Szlávics László ötvös, szobrászművész (* 1927)
- 1994 – Howard Martin Temin Nobel-díjas amerikai genetikus, virológus (* 1934)
- 1995 – Ignazio Spalla (Pedro Sanchez), olasz színész (* 1924)
- 1996 – Adolf Galland német Luftwaffe-tiszt, vadászrepülő és repülőász (* 1912)
- 2002 – Margit brit királyi hercegnő (* 1930)
- 2006 – Csák Ibolya olimpiai bajnok magasugró (* 1915)
- 2007 – Ian Richardson skót színész, filmszínész (* 1934)
- 2011 – Váradiné Németh Mária Széchenyi-díjas virológus (* 1924)
- 2018 – Hevesi István olimpiai bajnok magyar vízilabdázó, úszó, edző (* 1931)
- 2018 – Jóhann Jóhannsson Golden Globe-díjas, izlandi zeneszerző (* 1969)
- 2021 – Chick Corea (er. Armando Anthony Corea) amerikai zongorista, zeneművész (* 1941)

## Ünnepek, emléknapok, világnapok
- Libanon: Szent Maron ünnepnapja (Szent Maron a maronita egyház alapítója, Libanon védőszentje)
- Pizza világnapja